# 西尼夫
50°37′22″N 26°45′4″E / 50.62278°N 26.75111°E
西尼夫（烏克蘭語：Синів），是烏克蘭西北部的村莊，隸屬里夫內州的里夫內區。該村始建於1595年，面積4.72平方公里，海拔高度234米，2001年人口982，人口密度每平方公里208.1人。